# D.A.N.C.E.
D.A.N.C.E. is een nummer van het Franse elektronischemuziekduo Justice. Het nummer werd geschreven door Justice-leden Gaspard Augé en Xavier de Rosnay, samen met Jessie Chaton. De twee leden namen ook de productie voor hun rekening nam. In april 2007 werd het uitgebracht als eerste single van het eerste studioalbum van de band, †.

## Achtergrond
Het duo was groot fan van Michael Jackson en wilde een nummer maken ter ere van hem. In de tekst wordt aan het album Music & Me van Jackson gerefereerd, en aan de nummers P.Y.T. (Pretty Young Thing), Black or White, Whatever Happens en Workin' Day and Night, en ABC van The Jackson 5.
Het nummer werd opgenomen met behulp van een kinderkoor. Dat koor had twee uur om te oefenen voor de definitieve opname moest worden gemaakt. De opnames werden door Augé en De Rosnay meegenomen naar Parijs, waar alles werd bewerkt zodat het precies zou worden zoals de twee wilden.

## Hitnoteringen en prijzen
D.A.N.C.E. bereikte de elfde plek van de hitlijst in Frankrijk, wat de hoogste notering was. De Nederlandse Top 40 werd niet gehaald. Tijdens de MTV Video Music Awards van 2007 werd de videoclip van het nummer genomineerd voor Video of the Year. Deze prijs werd uiteindelijk niet gewonnen, want Umbrella van Rihanna en Jay-Z won. Tijdens de MTV Europe Music Awards van 2007 werd wel de prijs voor Best Video gewonnen. Deze prijs won het duo een jaar eerder ook al voor het nummer We Are Your Friends.